# 西京大学
西京大学（韩语：／）是韩国一所私立大学，校园位于首尔市城北区。

## 历史
西京大学成立于1947年10月，当时名为“韩国学院”（한국대학），是韩国历史上第一所四年制夜校大学。在朝鲜战争期间和之后，学校发展遇到了很大困难。1955年，学校更名为“国际学院”（국제대학）。
1988年，搬迁至现在的校区。1989年，专用的独立基金会成立。1992年4月，学院被特许成立为大学，1992年9月改名为西京大学。自1998年以来，白天上课的学生数量已经超过夜校学生。

## 学科

### 本科
- 人文科学学部
- 社会科学学部
- 理工学部
- 艺术学部

### 研究院
- 一般研究院
- 商业与公共管理研究院
- 物流研究院
- 教育研究院
- 社会科学研究院
- 美容艺术研究院

## 著名校友
- 韩尚进，演员
- 李章宇，演员
- 金南喜，演员
- gugudan里的HANA
- 张基龙，演员、模特
- 金東兗，現任京畿道知事